# JAC A5
Der JAC A5 ist eine seit 2019 gebaute Limousine des chinesischen Automobilherstellers JAC. Die batterieelektrisch angetriebene Version wird als JAC iC5 vermarktet.

## Geschichte
Das Fahrzeug wurde im September 2019 auf der Chengdu Auto Show vorgestellt. Der A5 kam im November 2019 in China auf den Markt. Ebenfalls im November 2019 präsentierte JAC auf der Guangzhou Auto Show die batterieelektrische Version. Sie kam im Mai 2020 in den Handel. Im Laufe des Jahres 2020 wurde die Baureihe auch in Mexiko und Russland eingeführt. Im Rahmen der Chengdu Auto Show wurde im August 2021 eine sportlichere Version der Baureihe vorgestellt. Im Iran wurde im Juli 2022 von Kerman Khodro der KMC J7 auf Basis des A5 vorgestellt. Eine überarbeitete Version der Baureihe debütierte im Juni 2023. Seit September 2023 wird der Wagen in Moskau als Moskwitsch-6 hergestellt.
Gestaltet wurde das Fahrzeug vom italienischen Designer Daniele Gaglione, der zuvor bei Alfa Romeo tätig war.

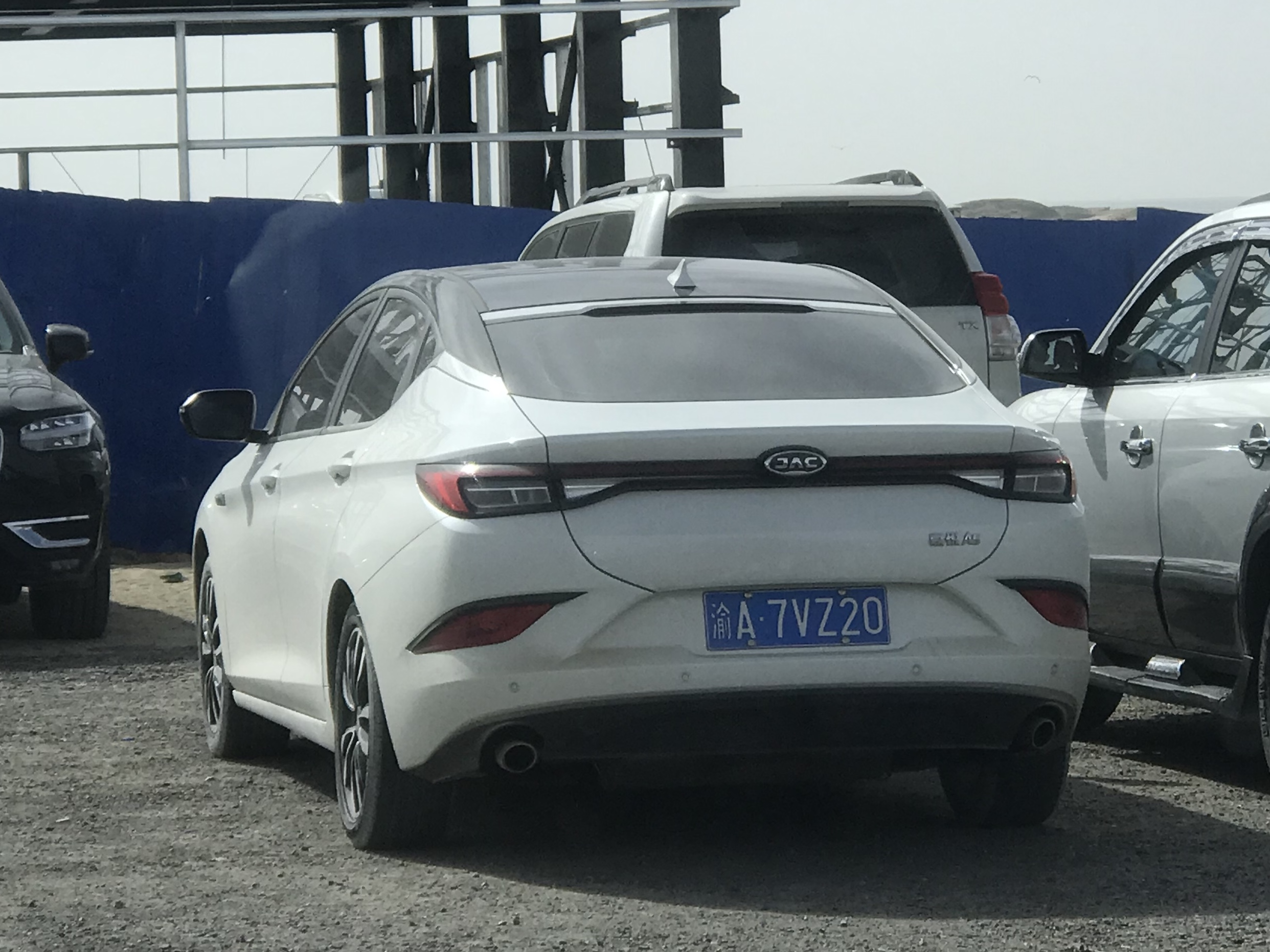
Heckansicht
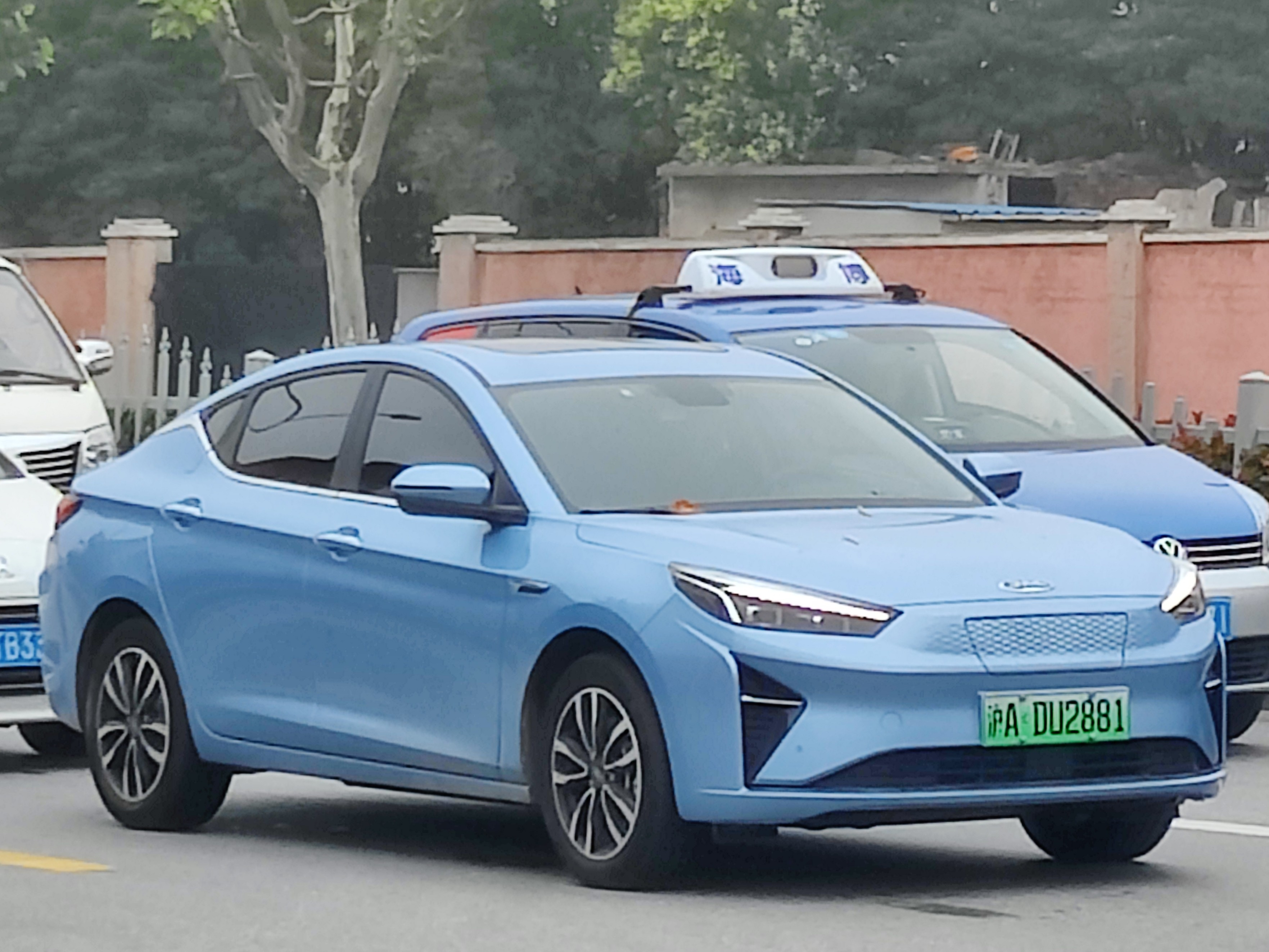
JAC iC5 (seit 2020)
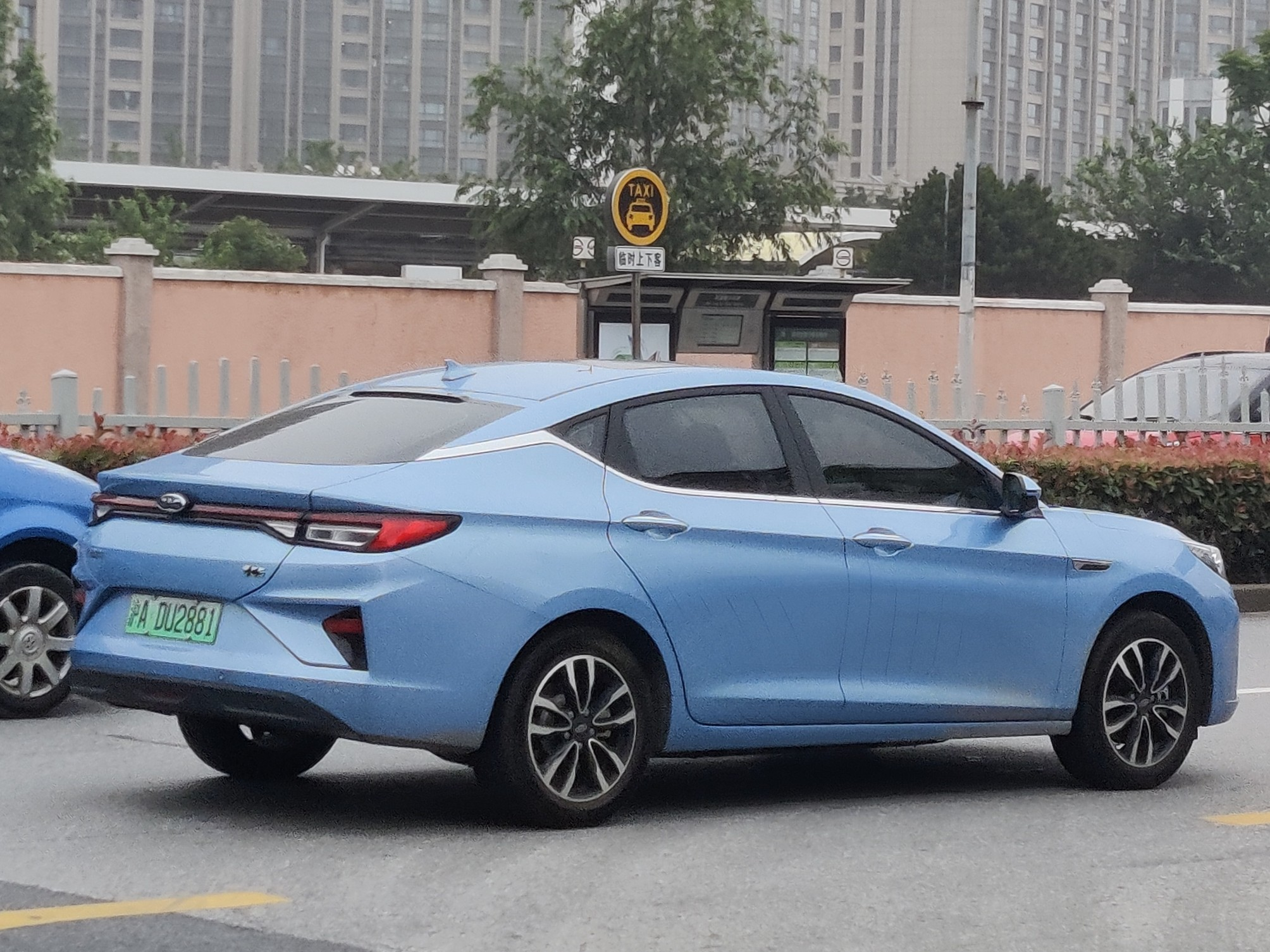
Heckansicht
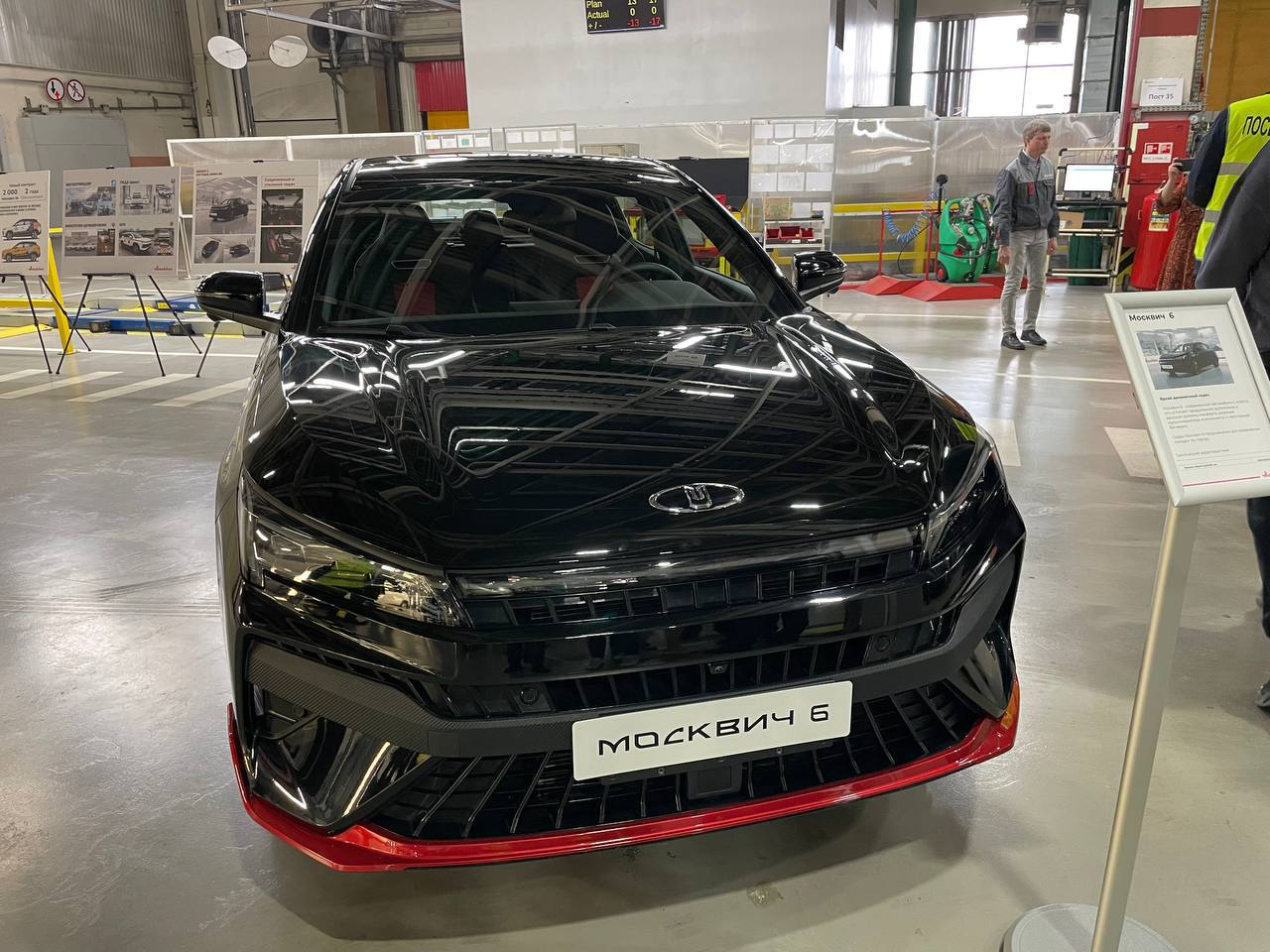
Moskvitch-6 (seit 2023)

## Technische Daten
Angetrieben wird der A5 von einem aufgeladenen 1,5-Liter-Ottomotor mit 110 kW (150 PS). Serienmäßig hat er ein 6-Gang-Schaltgetriebe, gegen Aufpreis ist ein stufenloses Getriebe erhältlich. Die sportlichere Variante hat ebenfalls einen 1,5-Liter-Ottomotor, der hier aber 135 kW (184 PS) leistet und an ein 6-Stufen-Doppelkupplungsgetriebe gekoppelt ist. Der Antrieb im iC5 leistet 142 kW (193 PS). Es stehen für ihn zwei verschiedene Varianten hinsichtlich der Reichweite zur Verfügung. Die Variante mit einem 54,8 kWh-Akkumulator erreicht eine Reichweite nach NEFZ von 450 km, die mit einem 64,5 kWh-Akkumulator 530 km.
|                                                      | 1.5T                   | 1.5 TGDI                         | iC5                       | iC5                       |
| Bauzeitraum                                          | seit 11/2019           | seit 08/2021                     | seit 05/2020              | seit 05/2020              |
| Motorkenndaten                                       |                        |                                  |                           |                           |
| Motortyp                                             | R4-Ottomotor           | R4-Ottomotor                     | Elektromotor              | Elektromotor              |
| Hubraum                                              | 1499 cm³               | 1499 cm³                         | —                         | —                         |
| max. Leistung bei min−1                              | 110 kW (150 PS) / 5500 | 135 kW (184 PS) / 5500           | 142 kW (193 PS)           | 142 kW (193 PS)           |
| max. Drehmoment bei min−1                            | 210 Nm / 2000–4500     | 300 Nm / 1800–3500               | 340 Nm                    | 340 Nm                    |
| Kraftübertragung                                     |                        |                                  |                           |                           |
| Antrieb                                              | Vorderradantrieb       | Vorderradantrieb                 | Vorderradantrieb          | Vorderradantrieb          |
| Getriebe, serienmäßig                                | 6-Gang-Schaltgetriebe  | 6-Stufen-Doppelkupplungsgetriebe | 1-Gang-Reduktionsgetriebe | 1-Gang-Reduktionsgetriebe |
| Getriebe, serienmäßig                                | Stufenloses Getriebe   | —                                | —                         | —                         |
| Messwerte                                            |                        |                                  |                           |                           |
| Höchstgeschwindigkeit                                | 190 km/h               | 210 km/h                         | 142 km/h                  | 142 km/h                  |
| Beschleunigung, 0–100 km/h                           | 11,1 s                 | 7,6 s                            | 7,6 s                     | 7,6 s                     |
| Kraftstoff-/Energieverbrauch auf 100 km (kombiniert) | 7,5 l Super            | 7,0 l Super                      | 13,7 kWh                  | 13,8 kWh                  |
| Tankinhalt                                           | 55 l                   | 55 l                             | —                         | —                         |
| Batteriekapazität                                    | —                      | —                                | 54,8 kWh                  | 64,5 kWh                  |
| elektrische Reichweite nach NEFZ                     | —                      | —                                | 450 km                    | 530 km                    |
| Abgasnorm                                            | China VI               | China VI                         | —                         | —                         |